# Mirror Trading (Transaktion)
Mirror Trading oder Mirror Image Trading ist eine Form des Handelns von Finanzprodukten. Diese Art zu handeln wird jedoch missbraucht, um Geld zu waschen.
Ein Mirror Trade funktioniert, indem ein Begünstigter zwei Konten hat. Bei einem Konto kauft er in einer Fremdwährung zum Beispiel Aktien und verkauft mit dem zweiten Konto genau die gleiche Anzahl Aktien in US-Dollar. Insgesamt hat der Begünstigte keinen Verlust gemacht. Statt Aktien kann auch jedes andere Finanzprodukt, wie zum Beispiel Derivate, so gehandelt werden.
Diese Art Geld zu waschen ist sehr günstig, da nur etwa 7 % als Kosten anfallen, im Gegensatz zu den 20–25 % bei traditioneller Geldwäsche. Mirror Trading gab es seit den 1980er-Jahren, als die BCCI Geld des Medellín-Kartells wusch. Ein weiterer Fall, der bekannt wurde, betrifft die Deutsche Bank, welche mit Mirror Trades zwischen 2011 und 2015  russisches Geld gewaschen hat, desgleichen die Danske Bank. Vermutlich sollte dabei Geld des FSB und der Familie um Wladimir Putin gewaschen werden (siehe auch Russischer Waschsalon).